# Тоннели

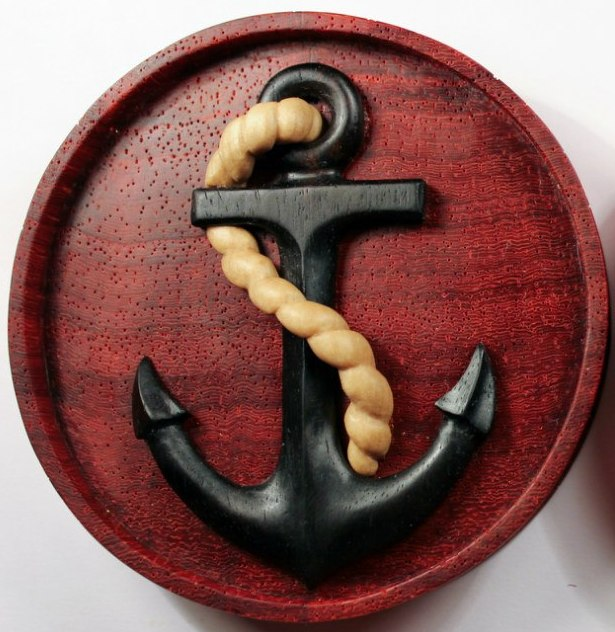
Деревянный плаг

Тонне́ль — украшение, обычно устанавливаемое в отверстие прокола в мочке уха (также может быть установлено в губу, нос, щеки, язык и т. д.). Традиционно имеет форму круга, но возможны и другие разнообразные формы. Украшение может быть изготовлено из различных материалов: металл, дерево, камень, стекло, акрил, пластик и прочие. Отличается от классических украшений большим диаметром отверстия прокола.
Плаг (англ. plug — «затычка») — тоннель закрытого типа.

## История

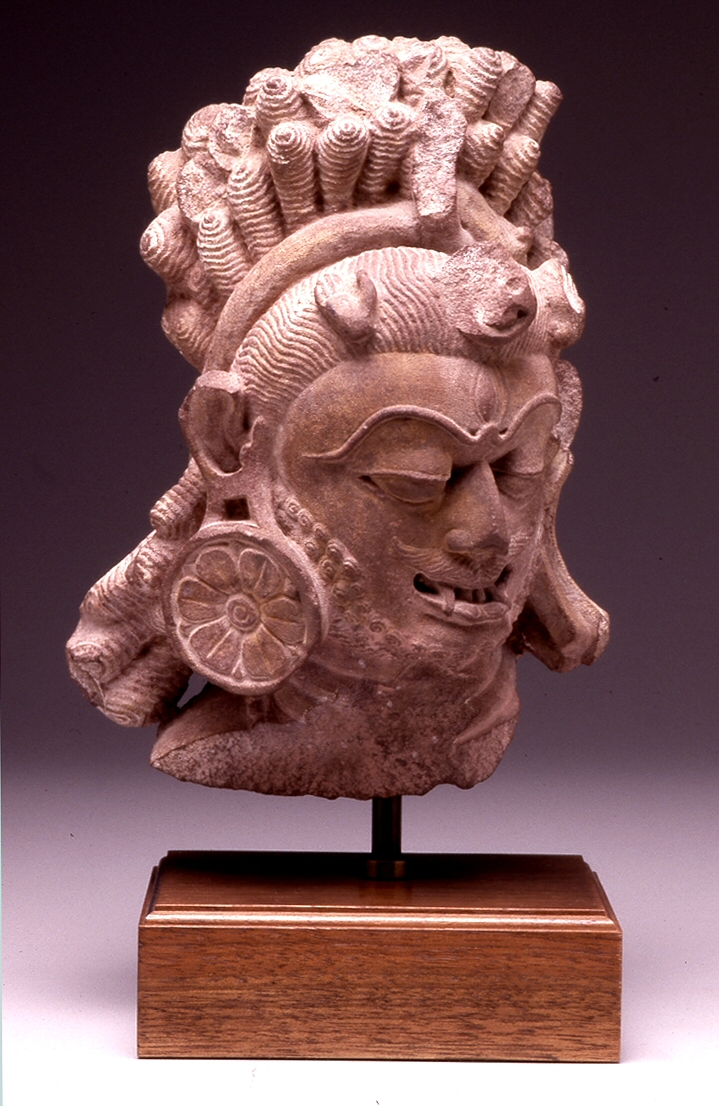
Голова Шивы в образе Бхайравы

Культура модификации ушей существует с древнейших времён. Первобытные предки современных людей производили подобные изменения в теле после определённых посвящений/инициаций в контексте ритуалов, знаменующих переход индивидуума на новую более высокую ступень иерархии, а также для определения социального статуса человека. Феномену придавалось сакральное значение, и отношение к нему было серьезным. Лишь в редчайших случаях тоннели служили в качестве обыкновенного украшения.
Культура получила распространение по миру с процессом расселения людей. Обычай перекочевал из Африки в Евразию и далее на другие континенты. Археологические раскопки подтверждают наличие этого обычая в Древнем Египте, цивилизации долины Инд, а также у народов Индокитая и Мезоамерики.
При раскопках Мохенджо-Даро было обнаружено множество каменных расширителей для модификации ушей. В традиции народов, населявших долину Инд, тоннели или плаги называются кундалы (санскр. «кольцо», «виток спирали»), и чаще всего с кундалами в ушах изображают господа Шиву в образе Кундалина (санскр. कुण्डलिन्; «украшенный кольцами в ушах»). Представители йогического ордена (натхов) носят кольца не в мочках ушей, а в центре ушных хрящей, причём церемония разрезания хрящей (чира-дикши) имеет сакральный смысл, как и дальнейшее ношение кундал.
Образы (изображения или скульптуры) сиддхов/йогинов/божеств часто изображаются с кольцами/плагами/тоннелями/расширителями в ушах (или обвисшими, от их ношения, мочками). Очень яркий пример: образы Сиддхарты Гаутамы Будды с обвисшими длинными мочками ушей, богини Дурги с огромными тоннелями или образы Шивы в грозной форме Бхайравы, с гигантскими плагами в ушах.

Также кундалы символизируют Ардханари (санскр. अर्धनारीश्वर Ardhanārīśvara) — андрогинное проявление Шивы (правая половина) и Шакти (левая половина) в едином образе, символизируя Его всепроникающую природу.

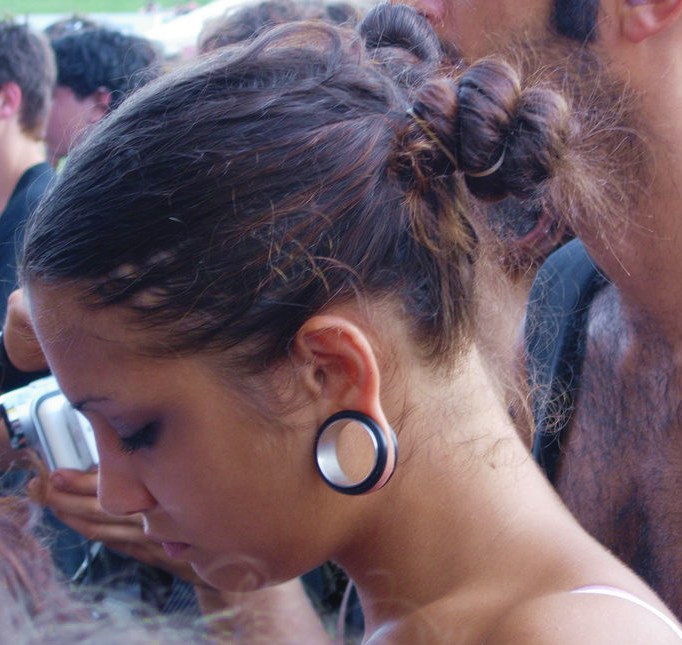
Тоннель у женщины

## Наше время
В наше время тоннели являются довольно распространённой бодимодификацией, кроме того эта модификация неустанно набирает популярность среди молодёжи.

## Процедура установки тоннелей
Существует несколько различных вариантов установки тоннелей:
- Хирургический способ — мочка уха разрезается до нужного диаметра скальпелем. Применяется при достаточно мясистых мочках. Его главное достоинство — быстрота.
- Метод растягивания — в заранее сделанный прокол постепенно вставляется специальный расширитель. Расширители бывают различных форм («спираль», «рогалик», прямой конусообразный, конусообразный тапер). За один сеанс прокол расширяют на 1 - 2 мм.)Тоннель у мужчины. Тоннель сделан методом растягивания.

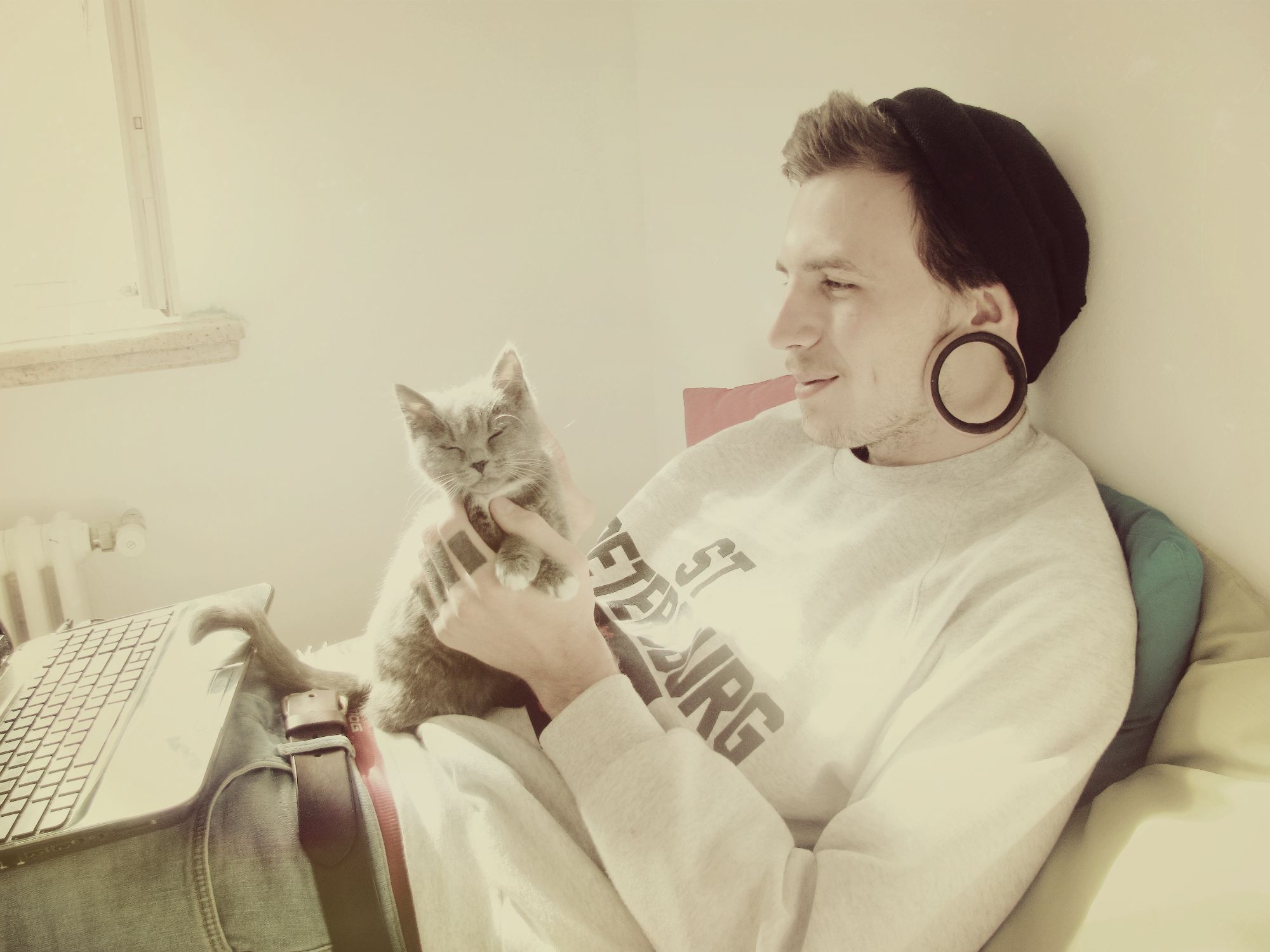
Тоннель у мужчины. Тоннель сделан методом растягивания.

- Тефлоновая лента — метод заключается в использовании тефлоновой ленты (PTFE)[1]. Лента наматывается на украшение, которое затем вставляется в прокол. Постепенно количество наматываемой ленты увеличивается, что позволяет растянуть прокол до желаемых размеров.

Тоннели промываются антисептическим раствором с помощью ватной палочки 2-3 раза в день. В процессе заживления важно, чтобы ткань не разрушалась. Также при неправильном уходе возможно возникновение неприятного запаха. Во избежание этого уши следует содержать в сухости.

## Стягивание растянутой мочки

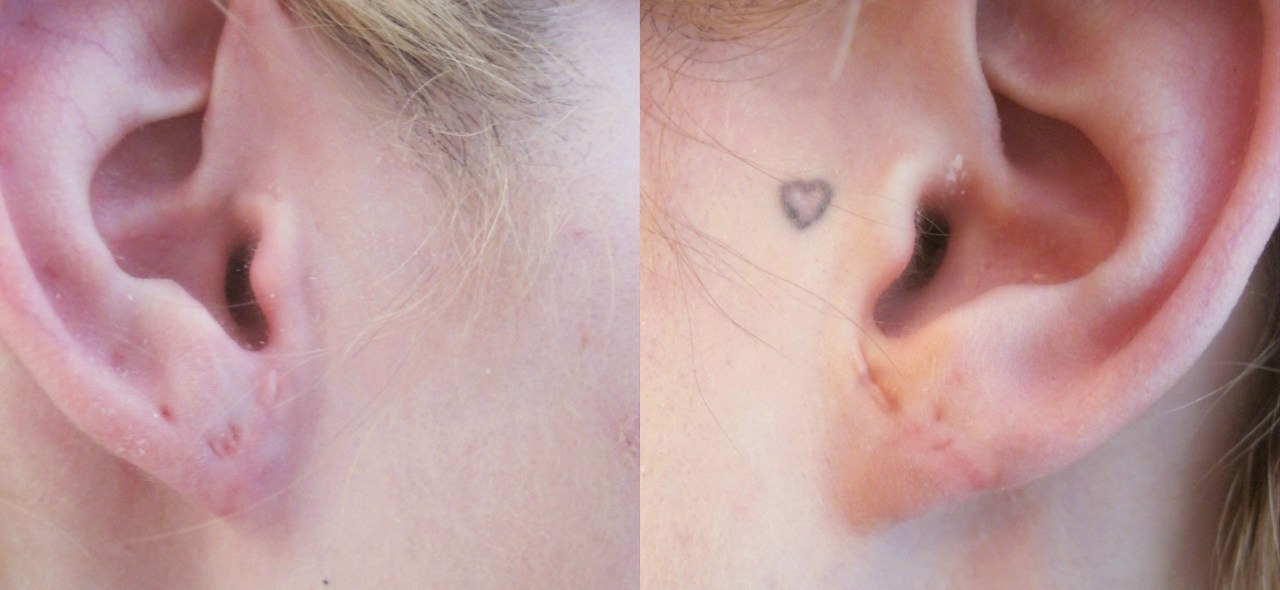
Зашитые тоннели (3 месяца после операции)

После удаления украшения из мочки, её ткани начинают обвисать и стягиваться. Стягивание тканей тоннеля у каждого человека происходит индивидуально и зависит от огромного количества факторов, так что нельзя выявить какую-либо точную статистику в этой тематике. Но, оперируя показателями физиологии и вариантами восстановления кожи, можно уточнить, что до минимального значения прокола в мочке (1-2мм) тоннель может стянуться, если его диаметр не превышал 10 мм.

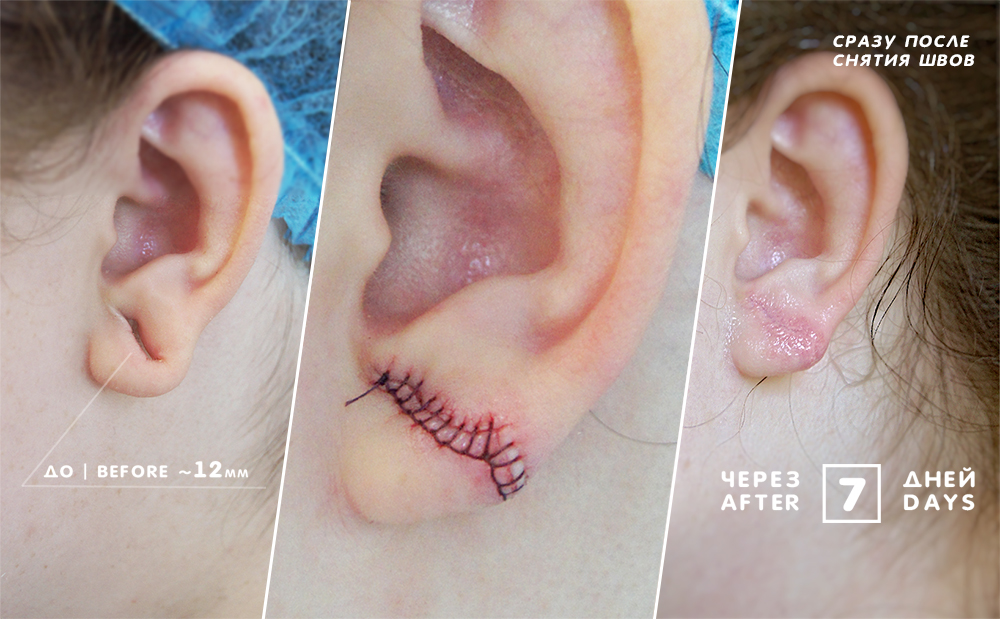
Восстановление туннеля в ухе

Диаметры тоннелей свыше 10 мм уже хуже стягиваются, так как на формирование тканей тоннелей производится больше рубцовых тканей, образующих внутреннюю часть самого тоннеля, которые, в свою очередь, не отличаются эластичностью и не подвержены стягиванию.
Единственный способ восстановить естественный облик мочки уха — хирургический.
В зависимости от расположения и размера тоннеля, ткани разрезаются, удаляются лишние, образовавшиеся в процессе растягивания, накладываются швы. Через 7-10 дней швы удаляются. На месте шва после удаления тоннеля некоторое время виден заметный след. Как и на иных участках кожи, формирование шрама занимает продолжительное время. В зависимости от индивидуальных особенностей организма, формирование шрама будет разным. В среднем, уже через 2 месяца цвет шрама переходит с бордового до светло-розового. Неровности, заметные рубцы — зависят от умений и навыков, примененных на процедуре, а так же от грамотности обработки в период нахождения со швами.
Сама процедура проводится под местной анестезией и занимает 30-90 минут, в зависимости от сложности. Реабилитационный период (7-10 дней со швами), как правило, может доставить неприятные ощущения 1-2 дня, где могут наблюдаться несильные пульсирующие боли, выделения крови.
Сделать прокол в мочке под стандартный размер (1.2 мм или 1.6мм) можно будет через 2 месяца после реконструкции. Но, лучше не спешить, дождаться полного формирования шрама, что может занять 1 год.